# Дерон Вилијамс
Дерон Вилијамс (енгл. Deron Michael Williams; Паркерсбург, Западна Вирџинија 26. јун 1984) је бивши амерички кошаркаш. Играо је на позицији плејмејкера.
Изабран је у 1. кругу (3. укупно) НБА драфта 2004. од стране Јута Џеза. Члан је америчке кошаркашке репрезентације са којом је освојио златне медаље на Олимпијским играма 2008 у Пекингу и 2012 у Лондону.

## Универзитет
Вилијамс је универзитетску каријеру провео на универзитету Илиноис. Као бруцош је у стартној петорци започео 30 од 32 утакмице и био је трећи најбољи асистент (4,53) „Big Ten“ конференције. У својој другој години поправио је статистичке бројке у поенима и асистенцијама. На крају сезоне од стране тренера и новинара изабран је у „All-Big Ten“ прву петорку.

## НБА

### Руки сезона
Вилијамс се одлучио пријавити на НБА драфт 2005. године. На драфту је изабран као трећи избор од стране Јута Џеза. Дерон се на драфту сматрао понајбољим плејмејкером испред Криса Пола и Рејмонда Фелтона. У својој првој сезони углавном је улазио са клупе, а понекад је играо на позицији стартног плејмејкера. У руки сезони одиграо је 80 утакмица и просечно постизао 10,8 поена и 4,5 асистенција. Вилјиамс је на крају сезоне изабран у најбољу петорку новајлија.

### Сезона 2006./07.
Вилијамс је сезону 2006./07. започео као стартни плејмејкер Џезера, а екипа је већ на почетку сезоне имала скор 12-1. То је најбољи скор у историји франшизе и НБА лиге. Вилијамс је у првих 13 утакмица сезоне играо бриљантно и постигао пет дабл-дабл учинка. У два од тих пет мечева постигао је учинак од 26/14 и 27/15 у размери поена и асистенција. У обе утакмице поставио је учинак каријере по броју асистенција, а на другој утакмици поставио је још један свој рекорд у украденим лоптама (5). 17. јануара 2007. у утакмици против Детроит Пистонса поставио је нови рекорд каријере од 31 поена. Неколико дана касније поставио је учинак каријере са 21 асистенцијом против Мемфис Гризлиса. У другој сезони значајно је напредовао у односу на прошлу и просечно постизао 16,2 поена и 9,3 асистенције. Џезери су сезону завршили са скором 51-31 и освојили наслов Северозападне дивизије.

### Сезона 2007./08.
Вилијамс је у трећој сезони подигао свој ниво игара. 8. децембра 2007. у поразу од Далас Маверикса поставио је нови рекорд каријере од 41 поена. Током сезоне у две утакмице имао је 20 асисистенција. Поправио је своју статистику и у просеку постизао 18,08 поена и 10,5 асистенција. Био је трећи најбољи асистент лиге иза Криса Пола и Стива Неша. Упркос одличним играма током целе сезоне није изабран у екипу Западне конференције на НБА Ол-стар мечу, али је на НБА Ол-стар викенду учествовао и освојио такмичење у „Skills Challenge“.
У марту, Дерон је имао 212 асистенција, највише од свих НБА играча од јануара 1992. и Џона Стоктона. Џезери су сезону завршили са скором 54-28, освојивши нови наслов Северозападне дивизије и заузевши четврто место у Западној конференцији. У првом кругу плејофа Џезери су у шест утакмица славили против Хјустон Рокетса, али су у другом кругу исто тако у шест утакмица изгубили од Лос Анђелес Лејкерса Вилијамс је током плејофа био најбољи стрелац клуба.

### Сезона 2008./09.
Вилијамс је предсезони у утакмици против Чикаго Булса зарадио повреду другог степена уганућа чланка и због ње је пропустио првих 13 утакмица регуларног дела сезоне. Исто тако је у предсезони с Џезерима потписао нови трогодишњи уговор вредан 70 милиона долара, с могућношћу продужења за још једну сезону. На паркете се након повреде вратио 26. новембра у утакмици против Мемфис Гризлисаа. Тада је постао кључни играч Џезера, јер су у сезони препуној падова и успона због повреда изостајали њихови понајбољи играчи Андреј Кириленко и Карлос Бузер. У просеку је имао 19,2 поена и 10,0 асистенција, али је поново изостављен са наступа на Ол-Стар утакмици.

### Сезона 2009./10.
14. децембра 2009. Вилијамс је прглашен играчем недеље Западне конференције, недељу дана пошто је његов саиграч Карлос Бузер освојио исту награду. То је било први пут да играчи Џезера освајају две недеље заредом ту награду још од 1997. и Карл Малона који је то успео. 28. јануара 2010. Вилијамс је први пут позван на Ол-стар меч. Био је такође позван да учествује у такмичењу „Skills Challenge“ где је овај пут био други иза Стива Неша.
Упркос игрању са повредама и без стартера Андреја Кириленка и Мехмета Окура, Вилијамс је постао тек други играч у историји Џезера који је постигао најмање 30 поена и 10 асистенција у плејоф утакмици. Џон Стоктон је то успео дваа пута у каријери. Вилијамс је постигао 34 поена и 14 асистенција у другој утакмици серије са Денвер Нагетсима. 28. априла Вилијамс је постао први играч у историји НБА лиге који је постигао најмање 20 поена и 10 асистенција у пет заредом утакмица плејофа.

### Одлазак у Нетсе
23. фебруара 2011, Вилијамс је трејдован у Њу Џерзи Нетсе за Девина Хериса, Дерика Фејворса, два пика прве рунде и 3 милиона долара у кешу. У својој првој сезони у Нетсима Вилијамс је због повреде стигао да одигра само 12 утакмица на којима је просечно постизао 15 поена и 12,8 асистенција.

### НБА Локаут
Током НБА локаута 2011 Вилијамс је потписао једногодишњи уговор, вредан 5 милиона долара, са Турским Бешикташем. Уговор му је дозвољавао да по престанку локаута може напустити тим и вратити се у НБА. 22. новембра 2011. Вилијамс је постигао 51 поен против Готингена током утакмице Евроџеленџ купа. После завршетка локаута Вилијамсов дрес са бројем 8 је повучен из употребе.

## НБА статистика

### Регуларни део
| Година  | Клуб     | Одиг. ута. | Ута. поч. | Мин. | 2P%  | 3P%  | Сл. бац.% | Скок. | Асист. | Укр. лоп. | Блок. | Поена |
| ------- | -------- | ---------- | --------- | ---- | ---- | ---- | --------- | ----- | ------ | --------- | ----- | ----- |
| 2005-06 | Јута     | 80         | 47        | 28,8 | 42,1 | 41,6 | 70,4      | 2,4   | 4,5    | 0,8       | 0,2   | 10,8  |
| 2006-07 | Јута     | 80         | 80        | 36,9 | 45,6 | 32,2 | 76,7      | 3,3   | 9,3    | 1,0       | 0,2   | 16,2  |
| 2007-08 | Јута     | 82         | 82        | 37,3 | 50,7 | 39,5 | 80,3      | 3,0   | 10,5   | 1,1       | 0,3   | 18,8  |
| 2008-09 | Јута     | 68         | 68        | 36,8 | 47,1 | 31,0 | 84,9      | 2,9   | 10,7   | 1,1       | 0,3   | 19,4  |
| 2009–10 | Јута     | 76         | 76        | 36,9 | 46,9 | 37,1 | 80,1      | 4,0   | 10,5   | 1,3       | 0,2   | 18,7  |
| 2010–11 | Јута     | 53         | 53        | 37,9 | 45,8 | 34,5 | 85,3      | 3,9   | 9,7    | 1,2       | 0,2   | 21,3  |
| 2010–11 | Њу Џерзи | 12         | 12        | 38,0 | 34,9 | 27,1 | 79,3      | 4,6   | 12,8   | 1,2       | 0,2   | 15,0  |
| 2011–12 | Њу Џерзи | 55         | 55        | 36,3 | 40,7 | 33,6 | 84,3      | 3,3   | 8,7    | 1,2       | 0,4   | 21,0  |
| Укупно  |          | 506        | 473       | 35,7 | 45,5 | 35,1 | 81,2      | 3,3   | 9,2    | 1,1       | 0,2   | 17,6  |

### Плејоф
| Година   | Клуб | Одиг. ута. | Ута. поч. | Мин. | 2P%  | 3P%  | Сл. бац.% | Скок. | Асист. | Укр. лоп. | Блок. | Поена |
| -------- | ---- | ---------- | --------- | ---- | ---- | ---- | --------- | ----- | ------ | --------- | ----- | ----- |
| 2007     | Јута | 17         | 17        | 38,6 | 45,2 | 33,3 | 79,0      | 4,3   | 8,6    | 1,5       | 0,2   | 19,2  |
| 2008     | Јута | 12         | 12        | 42,8 | 49,2 | 50,0 | 77,3      | 3,6   | 10,0   | 0,6       | 0,3   | 21,6  |
| 2009     | Јута | 5          | 5         | 42,2 | 41,4 | 36,0 | 82,9      | 3,8   | 10,8   | 1,8       | 0,4   | 20,2  |
| 2010     | Јута | 10         | 10        | 39,8 | 45,0 | 39,2 | 80,2      | 2,7   | 10,3   | 1,0       | 0,4   | 24,3  |
| Каријера |      | 44         | 44        | 40,4 | 45,8 | 40,2 | 79,6      | 3,7   | 9,6    | 1,2       | 0,3   | 21,1  |

## Успеси

### Појединачни
- Победник НБА такмичења у вештинама (1): 2008.
- НБА Ол-стар утакмица (3): 2010, 2011, 2012.
- Идеални тим НБА — друга постава (2): 2007/08, 2009/10.
- Идеални тим новајлија НБА — прва постава: 2005/06.

### Репрезентативни
- Олимпијске игре:  2008, 2012.
- Америчко првенство:  2007.